# Лі Макінтайр
Лі Кемерон Макінтайр (англ. Lee Cameron McIntyre; нар. 1962) — американський письменник, дослідник та науковець. Працює науковим співробітником Центру філософії та історії науки Бостонського університету та викладачем етики в Гарвардській школі розширення. Опублікував численні науково-популярні книжки та статті з філософії соціальних наук та спроб підважити наукові засади. 2023 року став членом Комітету скептичних розслідувань.

## Дитинство та освіта
Макінтайр народився 1962 року в Портленді, штат Орегон Здобув ступінь бакалавра з філософії соціальних наук у Весліанському університеті та ступінь магістра та доктора філософії у Мічиганському університеті. Докторська дисертація Макінтайра була присвячена статусу законоподібних пояснень у соціальних науках.

## Кар'єра
З 1991 по 1992 рік Макінтайр був науковим співробітником Центру філософії та історії науки Бостонського університету. 1992 року був запрошеним лектором в Експериментальному коледжі Тафтса. З 1993 по 1999 рік був доцентом кафедри філософії в Університеті Колґейта. 1997 року Макінтайр був запрошеним науковцем в Інституті Санта-Фе.
2000 року Макінтайр став спеціальним помічником виконавчого декана факультету та кафедри мистецтв і наук Гарвардського університету. Крім того, був викладачем етики в Гарвардській школі розширення та виконавчим директором Інституту кількісних соціальних наук Гарвардського університету. Він є науковим співробітником Центру філософії та історії науки Бостонського університету.
Макінтайр був заступником редактора у відділі досліджень Федерального резервного банку Бостона. 2023 року став членом Комітету скептичних розслідувань.

## Праці

### Документальні книжки
Багато публіцистичних книжок Макінтайра присвячено природі генерування та перевірки наукових знань. Серед них «Пояснення: есей з філософії спеціальних наук», «Закони та пояснення в соціальних науках», «Темні віки: аргументи на користь науки про людську поведінку» та «Повага до істини: навмисне незнання в епоху Інтернету».
У книжці 2018 року «Постправда» він досліджував середовище та «атмосферу», що оточують концепцію постправди. Карлос Лосада, рецензент газети «Вашингтон пост», писав, що «Постправда» «переконливо відстежує, як прихильники теорії розумного задуму, а згодом і заперечувачі клімату, спиралися на постмодернізм, щоб підірвати громадське сприйняття еволюції та зміни клімату».
У книжці 2019 року «Наукове ставлення: захист науки від заперечення, шахрайства та псевдонауки» Макінтайр описує наукове мислення та проблему розмежування як готовність переглянути думку після відкриття нових доказів. Видання Publishers Weekly зазначило, що книжка «пояснює, чому прагнення до наукових істин, навіть якщо воно неминуче хибне та схильне до людських помилок, має значення». Гаррієт Голл рецензувала книжку для журналу Skeptical Inquirer і написала, що Макінтайр намагається пояснити науку, пояснюючи те, чим вона не є. Огляд на книжку «Науковий підхід» також вийшов у газеті «The Guardian».
Крім того, Макінтайр був співредактором трьох антологій: «Читання з філософії соціальних наук», «Філософія хімії» та «Філософія хімії, 2-ге видання».

### Есеї та статті
Макінтайр є автором численних філософських есеїв, які з'являлися в журналах «Biology and Philosophy», «The Chronicle of Higher Education» , «The Humanist», «The New York Times», «Perspectives on Science», «Philosophy of the Social Sciences», «Synthese», «Teaching Philosophy», «Theory and Decision » та «The Times Higher Education Supplement». У січні 2018 року видання New Statesman опублікувало його статтю «Чому Дональд Трамп і Володимир Путін брешуть... і чому їм це так добре вдається». 2019 року його статтю «Як зупинити наступ на науку» було опубліковано в блозі Scientific American. Стаття Макінтайра «Пласкоземельці та зростання заперечення науки в Америці» була передрукована як обкладинка Newsweek 14 липня 2019 року.

### Художня література
Макінтайр також пише трилери. Його роман «Пожирач гріхів» – це трилер, який вийшов 2019 року.

### Презентації
Майкл Шермер запросив Макінтайра виступити з доповіддю у випуску програми «Науковий салон №77» під назвою «Наукове ставлення: захист науки від заперечення, шахрайства та псевдонауки». 17–20 березня 2021 року Макінтайр виступив на першому Глобальному конгресі з наукового мислення та дії; у своїй презентації «Заперечення науки» він обговорив свої розмови з прихильниками пласкої землі, які стали основою його книжки «Як розмовляти з тим, хто заперечує науку». Він наголосив на важливості особистих розмов та завоювання довіри людей, яких ви намагаєтеся переконати.

## Нагороди та визнання
Фарід Закарія з CNN обрав його книжку «Постправда» книжкою тижня. Вона також перемогла у конкурсі CHOICE Outstanding Academic Titles за 2018 рік.

## Вибрані публікації
| Year | Title | Publisher                   | ISBN                |
| ---- | --- | --------------------------- | ------------------- |
| 1994 | Хрестоматія з філософії суспільних наук (у співавторстві з Майклом Мартіном)                                                          | MIT Press                   | ISBN 9780262631518  |
| 1996 | Закони та пояснення в суспільних науках: захист науки про людську поведінку                                                           | Westview Press              | ISBN 0813328284     |
| 2006 | Філософія хімії: синтез нової дисципліни (у співавторстві з Девісом Бердом і Еріком Скеррі)                                           | Springer Publishing         | ISBN 1402032560     |
| 2006 | Темні віки: аргументи на користь науки про людську поведінку                                                                          | Bradford Books              | ISBN 0262512548     |
| 2012 | Пояснення пояснення: есеї з філософії окремих наук                                                                                    | University Press of America | ISBN 0761858695     |
| 2014 | Філософія хімії: розвиток нової дисципліни, 2-ге вид. (у співавторстві з Еріком Скеррі).                                              | Springer Publishing         | ISBN 9401793638     |
| 2015 | Повага до істини: навмисне незнання в епоху Інтернету                                                                                 | Routledge                   | ISBN 9781138888814  |
| 2017 | Посібник Routledge з філософії суспільних наук                                                                                        | Routledge                   | ISBN 9780367871574  |
| 2018 | Постправда | MIT Press                   | ISBN 9780262535045  |
| 2019 | Науковий підхід: захист науки від заперечення, шахрайства та псевдонауки                                                              | MIT Press                   | ISBN 0262039834     |
| 2019 | Пожирач гріхів | Braveship Books             | ISBN 1640620885     |
| 2019 | Філософія науки: сучасне вступне видання                                                                                              | Routledge                   | ISBN 978-1138331518 |
| 2021 | Як розмовляти з тими, хто заперечує науку: бесіди з пласкоземельцями, кліматичними скептиками та іншими, хто заперечує раціональність | MIT Press                   | ISBN 0262046105     |
| 2021 | Мистецтво добра і зла | Braveship Books             | ISBN 978-1640621473 |
| 2022 | Посібник із публічної філософії | Wiley-Blackwell             | ISBN 978-1119635222 |
| 2023 | Про дезінформацію: як боротися за правду й захищати демократію                                                                        | MIT Press                   | ISBN 978-0262546300 |

### Статті
- «Редакційний вступ: Емпіризм у філософії соціальних наук». Synthese. том 97, № 2 (1993): 159[35].
- «Складність та закони соціальної науки». Synthese. том 97, № 2 (1993): 209–227[36].
- «Аргументи на користь філософії хімії» з Еріком Р. Шеррі. Synthese. том 111, № 33 (1997): 213–232. [37]
- «Темні віки соціальних наук». The Humanist (2007).
- «Зробити філософію важливою — або ж інакше». The Chronicle of Higher Education (11 грудня 2011 р.).
- «Атака на правду». The Chronicle of Higher Education (8 червня 2015 р.).
- «Ціна заперечення». Нью-Йорк таймс (7 листопада 2015 р.)
- « Чому Дональд Трамп і Володимир Путін брешуть... і чому їм це вдається так добре». New Statesman (3 січня 2018 р.)
- «Пласкоземельці та зростання заперечення науки в Америці». Newsweek (14 травня 2019 р.).
- «Як протистояти нападкам на науку». Scientific American. (22 травня 2019 р.).

## Переклади українською
2021 року у видавництві «ArtHuss» вийшов український переклад книжки «Постправда». Перекладачка — Роксоляна Свято.

## Зовнішні посилання
- Домашня сторінка Лі К. Макінтайра
- Кліматологія в епоху дезінформації. (Відео на YouTube) Лекція в Університеті Род-Айленда
- Правда в епоху фейкових новин - Гарвардський гуманістичний клуб (відео)
- «Коріння епохи постправди», Шоу Браяна Лерера (NPR)
- «Фейкові новини приносять задоволення», Шоу Коліна Макінроя (NPR)
- Лі Макінтайр про постправду в сучасному суспільстві (PBS)